# Země královny Marie

Země královny Marie – Australské antarktické území

Země královny Marie případně pobřeží královny Marie je označení pro část Australského antarktického území ležící mezi Filchnerovým mysem (91° 54' V) a Hordernovým mysem (100° 30' V). Na západě sousedí se Zemí císaře Viléma II., na východě s Wilkesovou zemí a ze severu sousedí s Mawsonovým mořem a Davisovým mořem. Na jejím východě je Shackletonův šelfový ledovec.
Objevila ji v únoru 1912 Australasijská antarktická výprava, která zkoumala Antarktidu v letech 1911 až 1914 pod vedením Douglase Mawsona, a pojmenovala oblast po Marii z Tecku, manželce Jiřího V.
V Zemi královny Marie se nachází ruská, původně sovětská, polární stanice Mirnyj. V letech 1956 až 1959 tam fungovala také sovětská polární stanice Pioněrskaja a v letech 1957 až 1962 sovětská polární stanice Komsomolskaja.